# Тафаситамаб
Тафаситамаб — лекарственный препарат, моноклональное антитело для лечения диффузной B-крупноклеточной лимфомы. Одобрен для применения: США (2020).

## Механизм действия
Связывается с CD19.

## Показания
- рецидивирующая или рефрактерная диффузная B-крупноклеточная неходжкинская лимфома[3]. Применяется в комбинации с леналидомидом.

## Беременность
- Женщины детородного возраста во время лечения и 3 мес. после него должны использовать методы контрацепции.[3]
- Мужчины во время лечения и 1 мес. после него должны использовать методы контрацепции.[3]